# 海南省地震局
海南省地震局，是中国地震局和海南省人民政府双重领导，以中国地震局为主的事业单位。根据海南省人民政府授权，依法履行防震减灾主管机构的各项职责，承担本行政区域内防震减灾工作政府行政管理职能。现址位于中国海南省海口市美苑路49号。

## 历史沿革
1976年10月，根据琼革发(1976)46号文，海南行政区地震办公室成立，地震办公室设在海南行政区科技局内，是海南建省前最早成立的地震管理机构。1978年8月，成立海南行政区地震局，事业编制22名，归海南行政区科教办公室领导。区地震局设秘书科、业务科、分析科。1987年，海南行政区各单位内设机构进行了科改处的调整，海南行政区地震局的内设机构改为：办公室、地震监测处、工程地震处。1988年3月，中国地震局和海南建省筹备组决定成立海南省地震局，撤销海南行政区地震局。海南省地震局接受中国地震局和海南省人民政府领导，以中国地震局为主。海南省地震局既是中国地震局的下属单位，又是海南省人民政府管理全省地震工作的职能部门。

## 机构
海南省地震局有以下部门：
- 办公室
- 人事教育处
- 发展与财务处
- 监测预报处（科学技术处）
- 震害防御处（行政审批办公室）
- 应急救援处（政策法规处）
- 机关党委
- 纪检监察审计处
- 离退休干部管理处

下属单位 
- 监测中心
- 预报中心
- 海南省海洋地震与工程地震研究中心
- 火山监测与宣教中心
- 应急保障中心

地震台站 
- 琼中地震台
- 海口地震台
- 三亚地震台
- 那大地震台

## 职能
海南省地震局有以下职责：
- 根据有关法律、法规、规章的规定，监督、检查本行政区域内的防震减灾工作，负责拟定有关防震减灾的方针、政策，起草地方性法规、规章，制定规范性文件，并组织实施。
- 组织编制本行政区域的防震减灾规划和计划，推进防震减灾计划体制和相应经费渠道的建立和完善；管理、监督事业费、基本建设费和专项资金的使用。
- 负责建立地震监测预报工作体系。按照全国地震监测台网（站）建设规划，负责统一规划本行政区域内地震及火山台网（站）及信息系统的建设，实现资源共享；制定本行政区域地震监测预报方案并组织实施；管理省级和中国地震局移交的地震监测台网（站）；负责提出地震预报意见；强化本行政区域内地震重点监视防御区的震情跟踪；对市、县地震监测台网（站）和群测群防工作实行行业管理；会同有关部门依法保护地震监测设施和地震观测环境。
- 会同有关部门建立震灾预防工作体系。管理地震安全性评价工作，负责地震安全性评价工作资质审查认证和任务登记，按职责权限审定地震安全性评价结果，确定抗震设防要求；管理本行政区域内地震灾害预测；制定本行政区域破坏性地震应急预案并检查落实情况；组织开展防震减灾知识的宣传教育工作，并按照有关规定审核防震减灾宣传报道。
- 承担省级人民政府抗震救灾指挥机构的办事机构的职能，负责处理防震减灾日常事务；负责震情和灾情速报，会同有关部门组织地震灾害调查与损失评估；参与制定地震灾区重建规划。
- 承担省抗震办公室工作。编制本行政区域抗震工作规划和计划；负责抗震加固和新建工程抗震设防要求的监督管理工作；
- 会同有关部门建立地震紧急救援工作体系。开展地震应急、救援技术和装备的研究与开发；在有条件的地震重点监视防御区，会同有关部门组建和培训地震紧急救援队伍；协助地方人民政府建立地震重点监视防御区的地震应急救援物资储备系统。
- 组织开展水库地震、火山及火山地震、海洋地震的监测和研究工作；会同有关部门防范地震次生灾害。承担国际禁止核试验的地震核查工作。
- 管理主要由省及市县投资并主要为地方防震减灾工作服务的一般项目。
- 承担本行政区域内的地震行政复议、行政诉讼工作；负责地震行业质量与技术监督管理工作；负责地震技术标准的宣传、贯彻、实施和执行监督；管理地震计量工作。
- 推进地震科学技术现代化，组织开展地震科学技术研究及其成果的推广应用；开展地震科学技术国际合作与交流；负责省地震安全性评定委员会和震害损失评定委员会的工作；指导和管理与防震减灾事业有关的学会、协会工作。
- 领导下属单位；指导市、县防震减灾工作。
- 承担中国地震局和省人民政府交办的其他事项。